# 鏡文學
鏡文學股份有限公司（英文：Mirror Fiction Inc.），簡稱鏡文學，為鏡傳媒旗下子公司，是台灣第一家專注華文智慧財產的全版權公司、聲音平台與影視製作公司。2017年4月成立，鏡文學設有創作者經紀及福利制度，發展圖書出版「鏡文學、鏡萬象、鏡好讀」、聲音內容平台「鏡好聽」、影視娛樂製作公司「鏡好看」、創作課程「說故事學院」，以及IP授權等業務，協助創作者作品改編或授權為紙書、電子書、有聲書、影視、舞台劇、漫畫、遊戲等十數種衍生版權。同時也提供大眾線上創作小說、漫畫與閱讀的平台。

## 歷史發展
鏡文學於2017年4月成立，是鏡週刊旗下子公司，由裴偉擔任董事長，董成瑜擔任總經理兼總編輯。2018年創立首獎獎金新臺幣100萬元的「第一屆鏡文學百萬影視小說大獎」，之後每二年舉辦一次。2020年第二屆首獎由唐福睿小說《最刑島》獲得，鏡文學隨即決定將之改編為首部自製影集，並更名為《八尺門的辯護人》，2021年出版小說獲得金鼎獎、台灣文學金典獎、台北國際書展大獎等多種獎項，同名自製影集於2023年7月2日正式上映，蟬聯八週NETFLIX週榜臺灣區冠軍，並於隔年獲得第59屆金鐘獎十六項提名，最後獲得七項大獎。2025年，另一部小說改編同名影集《死了一個娛樂女記者之後》上映，榮登NETFLIX週榜臺灣區冠軍。
鏡文學亦投資多部優質電影支持電影產業。2019年，首次投資電影《陽光普照》，獲第56屆金馬獎十一項提名，終獲最佳劇情長片、最佳導演、最佳男主角、最佳男配角、最佳剪輯、觀眾票選最佳影片等六項大獎。2020年鏡文學出品電影《瀑布》獲第58屆金馬獎十一項提名，終獲最佳劇情長片、最佳女主角、最佳原著劇本及最佳原創電影音樂等四項大獎；並接續《陽光普照》代表台灣角逐奧斯卡金像獎最佳國際影片。2022年出品電影《哈勇家》，獲第59屆金馬獎六項提名，並拿下最佳導演及最佳女配角兩項大獎。2023年，出品電影《粽邪3：鬼門開》票房突破8000萬新台幣，為當年度國片票房第二名。鏡文學於影視製作上，從開發題材、自製、出品及投資等多角經營，成績備受肯定，2025年，鏡文學與文化內容策進院共同投資的「鏡好看」製作公司成立，專注製作富娛樂性的優質影視作品，包含各種國際合資合製計畫。
致力於改善台灣創作環境，鏡文學從源頭設置創作者福利制度，至今培育出多位明星作者，如：陳思宏、吳曉樂、陳雪、謝東霖、唐福睿、胡慕情等，除了攻佔博客來、誠品、讀墨等各類型圖書暢銷榜外，作品屢獲國內外重要獎項：2020年，陳思宏以《鬼地方》獲台灣文學金典獎年度大獎及金鼎獎，2022年，以《樓上的好人》再獲金典獎肯定；同年，陳雪以《親愛的共犯》獲台北國際書展大獎小說獎首獎；2023年，鏡文學作家唐福睿及李桐豪，分別以《八尺門的辯護人》及《紅房子》囊括小說獎及非小說獎首獎；2025年續以胡慕情所撰《一位女性殺人犯的素描》獲得非小說獎首獎。鏡文學出版品於海外書展亦頗有斬獲，連年入選德國法蘭克福書展、墨西哥瓜達拉哈拉書展、法國安古蘭國際漫畫節，以及韓國首爾國際書展等。2025及2026年，將於鏡文學推出新書的作家有：陳思宏、陳慧 (作家)、譚端、張嘉祥、崑崙、吳威邑、林慶祥、Nakao Eki Pacidal、波西米鴨、Ami亞海、鄭進耀及胡慕情等。
鏡文學出版品外語授權成績斐然，小說《鬼地方》目前已被翻譯成14種語言，入選紐約時報秋季書單、美國《書目雜誌》（Booklist）等專業刊物星級書評，法文版也登上法國《世界報》文學評論版，被讚譽是「成功的小說」。有鑑於英文全譯本對台灣作家走向世界的重要性，鏡文學於2025年創出版業界之先，啟動「鏡文學英譯計畫」，每年精選至少三部鏡文學旗下作家作品，由翻譯名家執筆，並積極推介予國際出版社。第一本小說全譯本即選中備受國際文壇矚目的陳思宏2025年新作—《社頭三姊妹》，由甫以譯作《台灣漫遊記》奪下美國國家圖書獎的金翎譯為英文。
為了讓台灣有志創作小說及劇本者，在創作路上能得到更多支持，輔助創作者完成作品，鏡文學自2019年即創立「創作學院」，強調紮實田調及人物採寫技巧。2020年，擴大為「說故事學院」，設有小說創作研修課、新手編劇入門課、專業編劇進修課及田野調查工作坊，備受業界及學員肯定。2024年與文化內容策進院合作推出「故事打造工作坊」，幫助創作者從社會、心理、文化洞察，挖掘故事的高概念，不限小說、影視，或非虛構文類領域，有計畫地培育說故事人才。
2025年，鏡文學舉辦第一屆「鏡文學漫畫大獎」。由於「鏡文學百萬影視小說大獎」已多次成功幫助創作者實踐作品影視化的夢想，這次，鏡文學著眼於圖像敘事的潛力，希望支持、培育優秀漫畫家與漫畫作品，以鏡文學經營內容IP的經驗，為漫畫家、漫畫作品創造更多發展的可能。
「鏡好聽」成立於2019年10月，為鏡文學旗下聲音內容產製品牌，設有獨立專業錄音室、聲音編輯團隊及明星聲音主播，製作高品質有聲書及包含新聞幕後、心靈、親子、娛樂、美食、知識等各類型聲音節目，擁有上萬輯高品質音檔，並直營收聽網站及APP，是台灣唯一由平台全程監製聲音內容的品牌。
鏡好聽以「聲音閱讀」為核心，擴大有聲書版圖，將各大出版社優質的創作成果有聲化，藉由專業錄音與聲音編輯團隊的投入，輔以鏡好聽學院養成明星聲音主播詮釋，持續產出高品質的有聲書，並進一步推出原創知識型聲音課程，提供讀者全新閱聽體驗。
鏡好聽也透過聲音展現台灣當代理念和文化內容，製作系列聲音節目Podcast，包含《新聞鏡來聽》、《投資不踩雷》、《娛樂住海邊》、《一起文學吧》、《裴社長吃喝玩樂》、《朝聖》、《知識好好玩》等，邀請各領域專家名人，透過新聞議題評析、文學書評、生活人文、社會探照、自我提升、科普知識等多元原創內容，來展現台灣豐富的田野經驗和創作能量。

## 出版作品
鏡文學出版作品富有文學價值及市場性，不僅獲得台灣文學金典獎、金鼎獎及台北國際書展大獎，也登上各大圖書銷售通路暢銷榜，同時連年入選海外書展。

## 影視作品
由小說改編影視，原創製作為影集與電視電影，《八尺門的辯護人》獲得金鐘獎七項肯定。出品之電影如《陽光普照》、《哈勇家》、《粽邪3：鬼門開》等，同樣獲得金馬獎肯定與市場好評。

### 原創影集
| 劇名                           | 集數 | 首播年份      | 主創團隊 | 主演                                                     | 聯播平台                                                                | 獲獎 |
| 八尺門的辯護人 Port of Lies    | 8    | 2023年7月2日  | 監製：董成瑜／製作統籌：宋銘忠／製片：蔡雅霖／製片執行：徐肇良／導演：唐福睿／編劇：唐福睿                                             | 李銘順、初孟軒、雷嘉汭、范逸臣、潘儀君、楊烈、蘇達、陸夏 | 中華電信MOD、Hami Video、Netflix                                        | 第59屆金鐘獎迷你劇集獎、迷你劇集（電視電影）編劇獎、迷你劇集／電視電影男主角獎（李銘順）、戲劇類節目聲音設計獎、戲劇配樂獎、戲劇類節目創新獎、最具人氣獎 |
| X！又是星期一 Monday Again?!   | 22   | 2024年10月1日 | 監製：董成瑜／製作人：劉瑜萱、陳昱俐／執行製作：盛子毅、張競／導演：林暐恆／編劇：梁晉維、胡錦筵、林暐恆、林鹿祺、許志鵬、吳宜謙       | 范少勳、林奕嵐、曾莞婷、温昇豪、馬力歐                   | 愛奇藝國際站、中華電信MOD、MyVideo、Hami Video                          | |
| 死了一個娛樂女記者之後 Tabloid | 8    | 2025年2月8日  | 監製：董成瑜／製作人：陳昱俐／執行製作：范軒／導演：梁秀紅、吳旻炫／編劇：陳昱俐、段子薇、柯佳蕙、林志濤、詹傑、郭柏伸、梁秀紅、吳旻炫 | 林予晞、薛仕凌、王渝萱、柯淑勤、李銘忠、宋柏緯           | Netflix、中華電信MOD、Hami Video、Catchplay+、Singtel、公視、八大戲劇台 | |

### 電影
| 劇名           | 上映時間 | 主創團隊                                                                 | 主演 |
| 丟包阿公到我家 | 待定     | 監製：董成瑜／製片：曾瀚霆／導演：唐福睿／編劇：唐福睿／原創故事：鍾孟宏 | 劉冠廷、Angel Aquino、張曉雄、莊凱勛、于子育、Paolo O'Hara、Gabby Padilla、Benedix Ramos、黃瀞怡（小薰）、施名帥、楊麗音、林志儒 |

### 出品電影
| 劇名                            | 上映時間       | 主創團隊 | 主演                                                         |
| 陽光普照 A Sun                  | 2019年11月1日  | 監製：葉如芬、曾少千／製作統籌：宋銘忠／導演：鍾孟宏／編劇：鍾孟宏、張耀升                                             | 陳以文、柯淑勤、巫建和、劉冠廷、許光漢、溫貞菱、尹馨、吳岱凌 |
| 腿 A Leg                        | 2020年12月24日 | 監製：鍾孟宏／製作統籌：宋銘忠／導演：張耀升／編劇：張耀升、鍾孟宏                                                     | 桂綸鎂、楊祐寧、張少懷                                       |
| 我沒有談的那場戀愛 I Missed You | 2021年2月10日  | 監製：許智彥、徐譽庭／製片：劉旻泓／導演：張耀升／編劇：徐譽庭                                                         | 吳慷仁、艾怡良、傅孟柏、9m88                                 |
| 瀑布 The Falls                  | 2021年10月29日 | 監製：曾少千、瞿友寧、董成瑜／製作統籌：宋銘忠／導演：鍾孟宏／編劇：鍾孟宏、張耀升                                     | 賈靜雯、王淨、陳以文、李李仁、劉亮佐、楊麗音、宋少卿、魏如萱 |
| 哈勇家 GAGA                     | 2022年11月11日 | 監製：瞿友寧、梁宏志／製片：呂學祥／導演：陳潔瑤／編劇：陳潔瑤 、謝惠菁                                                | 陳德清、林詹珍妹、洪金輝、林亭莉、林孟君、黃瀞怡、張祖鈞     |
| 做工的人（電影版） Workers      | 2023年3月31日  | 監製：林昱伶／製片：廖述寧／導演：鄭芬芬／編劇：鄭芬芬                                                                 | 李銘順、柯叔元、游安順、苗可麗、薛仕凌、曾珮瑜、曾敬驊       |
| 粽邪3：鬼門開 The Rope Curse 3  | 2023年8月25日  | 監製：鄒介中／導演：廖士涵／編劇：馬自明、鄭婉玭                                                                       | 張庭瑚、李興文、陳博正、吳奕蓉                               |
| 餘燼 The Embers                 | 2024年11月15日 | 監製：曾少千、瞿友寧、董成瑜／導演：鍾孟宏／編劇：鍾孟宏、朱嘉漢                                                       | 張震、莫子儀、許瑋甯、金士傑、劉冠廷、陳以文                 |
| 器子 Organ Girl                 | 2025年4月11日  | 監製：梁宏志、郭志成、塗翔文、郭家宥／製片：梁宏志、陳泰佑／導演：簡學彬／編劇：簡學彬、黃新高、張智昇、黃紀凡、黃志翔 | 張孝全、李沐、婁峻碩、黃健瑋、薛仕凌、尹昭德                 |

### 電影短片

#### 驚悚劇場
| 劇名                           | 首播年份      | 主創團隊                                                                                         | 主演                           | 聯播平台                          | 獲獎                                         |
| 打掃 Perfectly Spotless        | 2019年8月15日 | 監製：董成瑜、葉如芬／導演：卓立、王威翔、林冠甫、李育丞、陳宏一、沈騏、劉邦耀／編劇統籌：張耀升 | 温貞菱、蔡淑臻                 | Netflix、愛奇藝台灣站、friDay影音 |                                              |
| 樂園 Last Stop: Paradise       | 2019年8月15日 | 監製：董成瑜、葉如芬／導演：卓立、王威翔、林冠甫、李育丞、陳宏一、沈騏、劉邦耀／編劇統籌：張耀升 | 班鐵翔、應采靈、許時豪、廖雅珺 | Netflix、愛奇藝台灣站、friDay影音 |                                              |
| 肇事者逃逸 Hit and Run         | 2019年8月15日 | 監製：董成瑜、葉如芬／導演：卓立、王威翔、林冠甫、李育丞、陳宏一、沈騏、劉邦耀／編劇統籌：張耀升 | 林鶴軒、韓笙笙                 | Netflix、愛奇藝台灣站、friDay影音 |                                              |
| 住戶公約第一條 No Pets Allowed | 2019年8月15日 | 監製：董成瑜、葉如芬／導演：卓立、王威翔、林冠甫、李育丞、陳宏一、沈騏、劉邦耀／編劇統籌：張耀升 | 白潤音、白小櫻、謝欣穎、張詩盈 | Netflix、愛奇藝台灣站、friDay影音 | 第55屆金鐘獎迷你劇集最具潛力新人獎（白小櫻） |
| 完美Lily Login Trouble         | 2019年8月15日 | 監製：董成瑜、葉如芬／導演：卓立、王威翔、林冠甫、李育丞、陳宏一、沈騏、劉邦耀／編劇統籌：張耀升 | 王渝屏、黄河、丁巧唯           | Netflix、愛奇藝台灣站、friDay影音 |                                              |
| 虎 Big Cat                     | 2019年8月15日 | 監製：董成瑜、葉如芬／導演：卓立、王威翔、林冠甫、李育丞、陳宏一、沈騏、劉邦耀／編劇統籌：張耀升 | 吳昆達、林意箴                 | Netflix、愛奇藝台灣站、friDay影音 |                                              |
| 隧道 Tunnel                    | 2019年8月15日 | 監製：董成瑜、葉如芬／導演：卓立、王威翔、林冠甫、李育丞、陳宏一、沈騏、劉邦耀／編劇統籌：張耀升 | 夏騰宏、林子熙、吳昆達         | Netflix、愛奇藝台灣站、friDay影音 |                                              |

## 外部連結
鏡文學官網

鏡文學公司簡介

鏡文學的Facebook專頁 （页面存档备份，存于）